# Torneo di Wimbledon 1923 - Doppio maschile
Randolph Lycett è riuscito a vincere il torneo per il terzo anno consecutivo con un diverso partner, in questa edizione ha fatto squadra con il connazionale Leslie Godfree e hanno sconfitto in finale gli spagnoli Eduardo Flaquer e Manuel de Gomar con il punteggio di 6–3, 6–4, 3–6, 6–3.

## Tabellone

### Legenda
| - Q = Qualificato - WC = Wild card - LL = Lucky loser | - ALT = Alternate - SE = Special Exempt - PR = Protected Ranking | - w/o = Walkover - r = Ritirato - d = Squalificato |

### Fase finale
|  | Quarti di finale                   | Quarti di finale                   | Quarti di finale                   | Quarti di finale                   | Quarti di finale | Quarti di finale | Quarti di finale |  |  | Semifinali                      | Semifinali                      | Semifinali                      | Semifinali                      | Semifinali                      | Semifinali | Semifinali |   |   | Finale                         | Finale                         | Finale                         | Finale | Finale | Finale | Finale |  |
|  |                                    |                                    |                                    |                                    |                  |                  |                  |  |  |                                 |                                 |                                 |                                 |                                 |            |            |   |   |                                |                                |                                |        |        |        |        |  |
|  | Lewis Deane Hassan Ali Fyzee       | Lewis Deane Hassan Ali Fyzee       | 4                                  | 4                                  | 6                | 6                | 8                |  |  |                                 |                                 |                                 |                                 |                                 |            |            |   |   |                                |                                |                                |        |        |        |        |  |
|  | Harold Aitken William Radcliffe    | Harold Aitken William Radcliffe    | 6                                  | 6                                  | 4                | 3                | 6                |  |  | Lewis Deane Hassan Ali Fyzee    | Lewis Deane Hassan Ali Fyzee    | Lewis Deane Hassan Ali Fyzee    | Lewis Deane Hassan Ali Fyzee    | 6                               | 4          | 3          |   |   |                                |                                |                                |        |        |        |        |  |
|  | Leslie Godfree Randolph Lycett     | Leslie Godfree Randolph Lycett     | Leslie Godfree Randolph Lycett     | Leslie Godfree Randolph Lycett     | 6                | 6                | 6                |  |  | Leslie Godfree Randolph Lycett  | Leslie Godfree Randolph Lycett  | Leslie Godfree Randolph Lycett  | Leslie Godfree Randolph Lycett  | 8                               | 6          | 6          |   |   |                                |                                |                                |        |        |        |        |  |
|  | Jack Hillyard Gerald Sherwell      | Jack Hillyard Gerald Sherwell      | Jack Hillyard Gerald Sherwell      | Jack Hillyard Gerald Sherwell      | 4                | 4                | 4                |  |  |                                 |                                 |                                 |                                 |                                 |            |            |   |   | Leslie Godfree Randolph Lycett | Leslie Godfree Randolph Lycett | Leslie Godfree Randolph Lycett | 6      | 6      | 3      | 6      |  |
|  | Eduardo Flaquer Manuel de Gomar    | Eduardo Flaquer Manuel de Gomar    | Eduardo Flaquer Manuel de Gomar    | Eduardo Flaquer Manuel de Gomar    | 10               | 6                | 6                |  |  |                                 |                                 | Eduardo Flaquer Manuel de Gomar | Eduardo Flaquer Manuel de Gomar | Eduardo Flaquer Manuel de Gomar | 3          | 4          | 6 | 3 |                                |                                |                                |        |        |        |        |  |
|  | Alfred Ingram John Cecil Masterman | Alfred Ingram John Cecil Masterman | Alfred Ingram John Cecil Masterman | Alfred Ingram John Cecil Masterman | 8                | 3                | 3                |  |  | Eduardo Flaquer Manuel de Gomar | Eduardo Flaquer Manuel de Gomar | 11                              | 4                               | 6                               | 3          | 7          |   |   |                                |                                |                                |        |        |        |        |  |
|  | Frank Hunter Vincent Richards      | Frank Hunter Vincent Richards      | 3                                  | 4                                  | 6                | 6                | 4                |  |  | Jean Borotra René Lacoste       | Jean Borotra René Lacoste       | 9                               | 6                               | 4                               | 6          | 5          |   |   |                                |                                |                                |        |        |        |        |  |
|  | Jean Borotra René Lacoste          | Jean Borotra René Lacoste          | 6                                  | 6                                  | 2                | 4                | 6                |  |  |                                 |                                 |                                 |                                 |                                 |            |            |   |   |                                |                                |                                |        |        |        |        |  |

#### Parte alta

##### Sezione 1
|  | Primo turno                     | Primo turno                     | Primo turno                     | Primo turno                   | Primo turno | Primo turno | Primo turno |  |  | Secondo turno        | Secondo turno        | Secondo turno        | Secondo turno        | Secondo turno       | Secondo turno       | Secondo turno |   |   | Terzo turno          | Terzo turno          | Terzo turno          | Terzo turno          | Terzo turno | Terzo turno | Terzo turno |   |   | Quarti di finale | Quarti di finale | Quarti di finale | Quarti di finale | Quarti di finale | Quarti di finale | Quarti di finale |  |
|  |                                 |                                 |                                 |                               |             |             |             |  |  |                      |                      |                      |                      |                     |                     |               |   |   |                      |                      |                      |                      |             |             |             |   |   |                  |                  |                  |                  |                  |                  |                  |  |
|  | Sydney Watts Neville Willford   | Sydney Watts Neville Willford   | Sydney Watts Neville Willford   | Sydney Watts Neville Willford | 4           | 4           | 4           |  |  |                      |                      |                      |                      |                     |                     |               |   |   |                      |                      |                      |                      |             |             |             |   |   |                  |                  |                  |                  |                  |                  |                  |  |
|  | Charles Dixon Frank Wallers     | Charles Dixon Frank Wallers     | Charles Dixon Frank Wallers     | Charles Dixon Frank Wallers   | 6           | 6           | 6           |  |  | C Dixon F Wallers    | C Dixon F Wallers    | C Dixon F Wallers    | C Dixon F Wallers    | C Dixon F Wallers   | C Dixon F Wallers   |               |   |   |                      |                      |                      |                      |             |             |             |   |   |                  |                  |                  |                  |                  |                  |                  |  |
|  | Leonard Lyle Albert Prebble     | Leonard Lyle Albert Prebble     | Leonard Lyle Albert Prebble     | Leonard Lyle Albert Prebble   | 6           | 6           | 6           |  |  | L Lyle A Prebble     | L Lyle A Prebble     | L Lyle A Prebble     | L Lyle A Prebble     | L Lyle A Prebble    | L Lyle A Prebble    | w/o           |   |   |                      |                      |                      |                      |             |             |             |   |   |                  |                  |                  |                  |                  |                  |                  |  |
|  | CS Gordon-Smith AJ Jimenez      | CS Gordon-Smith AJ Jimenez      | CS Gordon-Smith AJ Jimenez      | CS Gordon-Smith AJ Jimenez    | 2           | 3           | 2           |  |  |                      |                      |                      |                      |                     |                     |               |   |   | L Lyle A Prebble     | L Lyle A Prebble     | 6                    | 1                    | 6           | 4           | 2           |   |   |                  |                  |                  |                  |                  |                  |                  |  |
|  | Lewis Deane Hassan Ali Fyzee    | Lewis Deane Hassan Ali Fyzee    | Lewis Deane Hassan Ali Fyzee    | Lewis Deane Hassan Ali Fyzee  | 6           | 7           | 6           |  |  |                      |                      | L Deane HA Fyzee     | L Deane HA Fyzee     | 1                   | 6                   | 2             | 6 | 6 |                      |                      |                      |                      |             |             |             |   |   |                  |                  |                  |                  |                  |                  |                  |  |
|  | Noel Heath A. Wallis Myers      | Noel Heath A. Wallis Myers      | Noel Heath A. Wallis Myers      | Noel Heath A. Wallis Myers    | 3           | 5           | 4           |  |  | L Deane HA Fyzee     | L Deane HA Fyzee     | L Deane HA Fyzee     | L Deane HA Fyzee     | 6                   | 6                   | 6             |   |   |                      |                      |                      |                      |             |             |             |   |   |                  |                  |                  |                  |                  |                  |                  |  |
|  | Mark Hick AH McCormick          | Mark Hick AH McCormick          | Mark Hick AH McCormick          | Mark Hick AH McCormick        | 1           | 3           | 5           |  |  | HF Hunt E Lamb       | HF Hunt E Lamb       | HF Hunt E Lamb       | HF Hunt E Lamb       | 4                   | 1                   | 3             |   |   |                      |                      |                      |                      |             |             |             |   |   |                  |                  |                  |                  |                  |                  |                  |  |
|  | HF Hunt Ernest Lamb             | HF Hunt Ernest Lamb             | HF Hunt Ernest Lamb             | HF Hunt Ernest Lamb           | 6           | 6           | 7           |  |  |                      |                      |                      |                      |                     |                     |               |   |   | L Deane HA Fyzee     | L Deane HA Fyzee     | 4                    | 4                    | 6           | 6           | 8           |   |   |                  |                  |                  |                  |                  |                  |                  |  |
|  | Lionel Alderson F Crosbie       | Lionel Alderson F Crosbie       | 6                               | 1                             | 2           | 6           | 6           |  |  |                      |                      |                      |                      |                     |                     |               |   |   |                      |                      | H Aitken W Radcliffe | H Aitken W Radcliffe | 6           | 6           | 4           | 3 | 6 |                  |                  |                  |                  |                  |                  |                  |  |
|  | G Aylmer Arthur Berger          | G Aylmer Arthur Berger          | 3                               | 6                             | 6           | 2           | 1           |  |  | L Alderson F Crosbie | L Alderson F Crosbie | L Alderson F Crosbie | 12                   | 4                   | 3                   | 4             |   |   |                      |                      |                      |                      |             |             |             |   |   |                  |                  |                  |                  |                  |                  |                  |  |
|  | Eric Portlock WT Tucker         | Eric Portlock WT Tucker         | Eric Portlock WT Tucker         | 2                             | 0           | 8           | 8           |  |  | H Aitken W Radcliffe | H Aitken W Radcliffe | H Aitken W Radcliffe | 10                   | 6                   | 6                   | 6             |   |   |                      |                      |                      |                      |             |             |             |   |   |                  |                  |                  |                  |                  |                  |                  |  |
|  | Harold Aitken William Radcliffe | Harold Aitken William Radcliffe | Harold Aitken William Radcliffe | 6                             | 6           | 6           | 10          |  |  |                      |                      |                      |                      |                     |                     |               |   |   | H Aitken W Radcliffe | H Aitken W Radcliffe | H Aitken W Radcliffe | H Aitken W Radcliffe | 6           | 6           | 6           |   |   |                  |                  |                  |                  |                  |                  |                  |  |
|  | Norman Dicks Henry Mayes        | Norman Dicks Henry Mayes        | 4                               | 6                             | 6           | 4           | 3           |  |  |                      |                      | P Oakley C Sedgwick  | P Oakley C Sedgwick  | P Oakley C Sedgwick | P Oakley C Sedgwick | 3             | 4 | 4 |                      |                      |                      |                      |             |             |             |   |   |                  |                  |                  |                  |                  |                  |                  |  |
|  | Carlos Caminos Alfredo Villegas | Carlos Caminos Alfredo Villegas | 6                               | 1                             | 4           | 6           | 6           |  |  | C Caminos A Villegas | C Caminos A Villegas | C Caminos A Villegas | C Caminos A Villegas | 4                   | 3                   | 5             |   |   |                      |                      |                      |                      |             |             |             |   |   |                  |                  |                  |                  |                  |                  |                  |  |
|  | NB Deane Athar-Ali Fyzee        | NB Deane Athar-Ali Fyzee        | NB Deane Athar-Ali Fyzee        | 2                             | 6           | 3           | 4           |  |  | P Oakley C Sedgwick  | P Oakley C Sedgwick  | P Oakley C Sedgwick  | P Oakley C Sedgwick  | 6                   | 6                   | 7             |   |   |                      |                      |                      |                      |             |             |             |   |   |                  |                  |                  |                  |                  |                  |                  |  |
|  | Percy Oakley Charles Sedgwick   | Percy Oakley Charles Sedgwick   | Percy Oakley Charles Sedgwick   | 6                             | 3           | 6           | 6           |  |  |                      |                      |                      |                      |                     |                     |               |   |   |                      |                      |                      |                      |             |             |             |   |   |                  |                  |                  |                  |                  |                  |                  |  |

##### Sezione 2
|  | Primo turno                        | Primo turno                        | Primo turno                        | Primo turno                        | Primo turno                        | Primo turno                        | Primo turno |  |  | Secondo turno         | Secondo turno         | Secondo turno         | Secondo turno      | Secondo turno     | Secondo turno     | Secondo turno     |                   |     | Terzo turno           | Terzo turno           | Terzo turno           | Terzo turno           | Terzo turno           | Terzo turno           | Terzo turno |   |   | Quarti di finale | Quarti di finale | Quarti di finale | Quarti di finale | Quarti di finale | Quarti di finale | Quarti di finale |  |
|  |                                    |                                    |                                    |                                    |                                    |                                    |             |  |  |                       |                       |                       |                    |                   |                   |                   |                   |     |                       |                       |                       |                       |                       |                       |             |   |   |                  |                  |                  |                  |                  |                  |                  |  |
|  | PC Chase JA Dean                   | PC Chase JA Dean                   | PC Chase JA Dean                   | PC Chase JA Dean                   | 1                                  | 3                                  | 2           |  |  |                       |                       |                       |                    |                   |                   |                   |                   |     |                       |                       |                       |                       |                       |                       |             |   |   |                  |                  |                  |                  |                  |                  |                  |  |
|  | Herbert Roper Barrett Brian Norton | Herbert Roper Barrett Brian Norton | Herbert Roper Barrett Brian Norton | Herbert Roper Barrett Brian Norton | 6                                  | 6                                  | 6           |  |  | HR Barrett B Norton   | HR Barrett B Norton   | HR Barrett B Norton   | 6                  | 4                 | 6                 | 8                 |                   |     |                       |                       |                       |                       |                       |                       |             |   |   |                  |                  |                  |                  |                  |                  |                  |  |
|  | James Legg Will Legg               | James Legg Will Legg               | 6                                  | 4                                  | 6                                  | 0                                  | 2           |  |  | R Boyd G Robson       | R Boyd G Robson       | R Boyd G Robson       | 1                  | 6                 | 2                 | 6                 |                   |     |                       |                       |                       |                       |                       |                       |             |   |   |                  |                  |                  |                  |                  |                  |                  |  |
|  | Ronaldo Boyd Guillermo Robson      | Ronaldo Boyd Guillermo Robson      | 2                                  | 6                                  | 4                                  | 6                                  | 6           |  |  |                       |                       |                       |                    |                   |                   |                   |                   |     | HR Barrett B Norton   | HR Barrett B Norton   | 6                     | 4                     | 2                     | 6                     | 4           |   |   |                  |                  |                  |                  |                  |                  |                  |  |
|  | Donald Greig Max Woosnam           | Donald Greig Max Woosnam           | Donald Greig Max Woosnam           | Donald Greig Max Woosnam           | 6                                  | 6                                  | 6           |  |  |                       |                       | L Godfree R Lycett    | L Godfree R Lycett | 4                 | 6                 | 6                 | 3                 | 6   |                       |                       |                       |                       |                       |                       |             |   |   |                  |                  |                  |                  |                  |                  |                  |  |
|  | Norman Latchford Keats Lester      | Norman Latchford Keats Lester      | Norman Latchford Keats Lester      | Norman Latchford Keats Lester      | 4                                  | 2                                  | 2           |  |  | D Greig M Woosnam     | D Greig M Woosnam     | D Greig M Woosnam     | 6                  | 7                 | 2                 | 6                 |                   |     |                       |                       |                       |                       |                       |                       |             |   |   |                  |                  |                  |                  |                  |                  |                  |  |
|  | Leslie Godfree Randolph Lycett     | Leslie Godfree Randolph Lycett     | Leslie Godfree Randolph Lycett     | Leslie Godfree Randolph Lycett     | Leslie Godfree Randolph Lycett     | Leslie Godfree Randolph Lycett     | w/o         |  |  | L Godfree R Lycett    | L Godfree R Lycett    | L Godfree R Lycett    | 4                  | 9                 | 6                 | 8                 |                   |     |                       |                       |                       |                       |                       |                       |             |   |   |                  |                  |                  |                  |                  |                  |                  |  |
|  | George Golding Pierre Henri Landry | George Golding Pierre Henri Landry | George Golding Pierre Henri Landry | George Golding Pierre Henri Landry | George Golding Pierre Henri Landry | George Golding Pierre Henri Landry |             |  |  |                       |                       |                       |                    |                   |                   |                   |                   |     | L Godfree R Lycett    | L Godfree R Lycett    | L Godfree R Lycett    | L Godfree R Lycett    | 6                     | 6                     | 6           |   |   |                  |                  |                  |                  |                  |                  |                  |  |
|  | Walter Crawley Jean Washer         | Walter Crawley Jean Washer         | Walter Crawley Jean Washer         | Walter Crawley Jean Washer         | 6                                  | 8                                  | 6           |  |  |                       |                       |                       |                    |                   |                   |                   |                   |     |                       |                       | J Hillyard G Sherwell | J Hillyard G Sherwell | J Hillyard G Sherwell | J Hillyard G Sherwell | 4           | 4 | 4 |                  |                  |                  |                  |                  |                  |                  |  |
|  | George Birtles EG Bisseker         | George Birtles EG Bisseker         | George Birtles EG Bisseker         | George Birtles EG Bisseker         | 4                                  | 6                                  | 4           |  |  | W Crawley J Washer    | W Crawley J Washer    | W Crawley J Washer    | 5                  | 4                 | 6                 | 2                 |                   |     |                       |                       |                       |                       |                       |                       |             |   |   |                  |                  |                  |                  |                  |                  |                  |  |
|  | Jack Hillyard Gerald Sherwell      | Jack Hillyard Gerald Sherwell      | Jack Hillyard Gerald Sherwell      | Jack Hillyard Gerald Sherwell      | Jack Hillyard Gerald Sherwell      | Jack Hillyard Gerald Sherwell      | w/o         |  |  | J Hillyard G Sherwell | J Hillyard G Sherwell | J Hillyard G Sherwell | 7                  | 6                 | 3                 | 6                 |                   |     |                       |                       |                       |                       |                       |                       |             |   |   |                  |                  |                  |                  |                  |                  |                  |  |
|  | Gerry Millard George Stoddart      | Gerry Millard George Stoddart      | Gerry Millard George Stoddart      | Gerry Millard George Stoddart      | Gerry Millard George Stoddart      | Gerry Millard George Stoddart      |             |  |  |                       |                       |                       |                    |                   |                   |                   |                   |     | J Hillyard G Sherwell | J Hillyard G Sherwell | J Hillyard G Sherwell | J Hillyard G Sherwell | J Hillyard G Sherwell | J Hillyard G Sherwell |             |   |   |                  |                  |                  |                  |                  |                  |                  |  |
|  | JT Baines Nicolae Mișu             | JT Baines Nicolae Mișu             | JT Baines Nicolae Mișu             | 7                                  | 0                                  | 2                                  | 1           |  |  |                       |                       | J Brugnon P Féret     | J Brugnon P Féret  | J Brugnon P Féret | J Brugnon P Féret | J Brugnon P Féret | J Brugnon P Féret | w/o |                       |                       |                       |                       |                       |                       |             |   |   |                  |                  |                  |                  |                  |                  |                  |  |
|  | Cecil Campbell Sydney Jacob        | Cecil Campbell Sydney Jacob        | Cecil Campbell Sydney Jacob        | 5                                  | 6                                  | 6                                  | 6           |  |  | C Campbell S Jacob    | C Campbell S Jacob    | 1                     | 6                  | 6                 | 6                 | 1                 |                   |     |                       |                       |                       |                       |                       |                       |             |   |   |                  |                  |                  |                  |                  |                  |                  |  |
|  | Jacques Brugnon Paul Féret         | Jacques Brugnon Paul Féret         | 6                                  | 4                                  | 4                                  | 8                                  | 6           |  |  | J Brugnon P Féret     | J Brugnon P Féret     | 6                     | 4                  | 4                 | 8                 | 6                 |                   |     |                       |                       |                       |                       |                       |                       |             |   |   |                  |                  |                  |                  |                  |                  |                  |  |
|  | Scotter Owen Francis Stowe         | Scotter Owen Francis Stowe         | 1                                  | 6                                  | 6                                  | 6                                  | 1           |  |  |                       |                       |                       |                    |                   |                   |                   |                   |     |                       |                       |                       |                       |                       |                       |             |   |   |                  |                  |                  |                  |                  |                  |                  |  |

#### Parte bassa

##### Sezione 3
|  | Primo turno                              | Primo turno                              | Primo turno                              | Primo turno                           | Primo turno | Primo turno | Primo turno |  |  | Secondo turno            | Secondo turno            | Secondo turno            | Secondo turno            | Secondo turno    | Secondo turno    | Secondo turno |   |   | Terzo turno          | Terzo turno          | Terzo turno           | Terzo turno           | Terzo turno           | Terzo turno           | Terzo turno |   |   | Quarti di finale | Quarti di finale | Quarti di finale | Quarti di finale | Quarti di finale | Quarti di finale | Quarti di finale |  |
|  |                                          |                                          |                                          |                                       |             |             |             |  |  |                          |                          |                          |                          |                  |                  |               |   |   |                      |                      |                       |                       |                       |                       |             |   |   |                  |                  |                  |                  |                  |                  |                  |  |
|  | Victor Cazalet GR Westmacott             | Victor Cazalet GR Westmacott             | Victor Cazalet GR Westmacott             | Victor Cazalet GR Westmacott          | 5           | 2           | 2           |  |  |                          |                          |                          |                          |                  |                  |               |   |   |                      |                      |                       |                       |                       |                       |             |   |   |                  |                  |                  |                  |                  |                  |                  |  |
|  | Eduardo Flaquer Manuel de Gomar          | Eduardo Flaquer Manuel de Gomar          | Eduardo Flaquer Manuel de Gomar          | Eduardo Flaquer Manuel de Gomar       | 7           | 6           | 6           |  |  | E Flaquer M de Gomar     | E Flaquer M de Gomar     | E Flaquer M de Gomar     | E Flaquer M de Gomar     | 7                | 6                | 6             |   |   |                      |                      |                       |                       |                       |                       |             |   |   |                  |                  |                  |                  |                  |                  |                  |  |
|  | Percival Davson Theodore Mavrogordato    | Percival Davson Theodore Mavrogordato    | Percival Davson Theodore Mavrogordato    | Percival Davson Theodore Mavrogordato | 6           | 6           | 6           |  |  | P Davson TM Mavrogordato | P Davson TM Mavrogordato | P Davson TM Mavrogordato | P Davson TM Mavrogordato | 5                | 2                | 2             |   |   |                      |                      |                       |                       |                       |                       |             |   |   |                  |                  |                  |                  |                  |                  |                  |  |
|  | Alex Drew Major Ritchie                  | Alex Drew Major Ritchie                  | Alex Drew Major Ritchie                  | Alex Drew Major Ritchie               | 2           | 1           | 1           |  |  |                          |                          |                          |                          |                  |                  |               |   |   | E Flaquer M de Gomar | E Flaquer M de Gomar | E Flaquer M de Gomar  | E Flaquer M de Gomar  | 7                     | 6                     | 6           |   |   |                  |                  |                  |                  |                  |                  |                  |  |
|  | LF Davin JM Morrison Sykes               | LF Davin JM Morrison Sykes               | 6                                        | 6                                     | 4           | 6           | 2           |  |  |                          |                          | JM Bell A Dudley         | JM Bell A Dudley         | JM Bell A Dudley | JM Bell A Dudley | 5             | 2 | 4 |                      |                      |                       |                       |                       |                       |             |   |   |                  |                  |                  |                  |                  |                  |                  |  |
|  | WHM Aitken T Moss                        | WHM Aitken T Moss                        | 2                                        | 8                                     | 6           | 3           | 6           |  |  | WHM Aitken T Moss        | WHM Aitken T Moss        | WHM Aitken T Moss        | WHM Aitken T Moss        | 2                | 1                | 1             |   |   |                      |                      |                       |                       |                       |                       |             |   |   |                  |                  |                  |                  |                  |                  |                  |  |
|  | Brian Gilbert Patrick Wheatley           | Brian Gilbert Patrick Wheatley           | Brian Gilbert Patrick Wheatley           | 6                                     | 5           | 4           | 5           |  |  | JM Bell A Dudley         | JM Bell A Dudley         | JM Bell A Dudley         | JM Bell A Dudley         | 6                | 6                | 6             |   |   |                      |                      |                       |                       |                       |                       |             |   |   |                  |                  |                  |                  |                  |                  |                  |  |
|  | JM Bell Ambrose Dudley                   | JM Bell Ambrose Dudley                   | JM Bell Ambrose Dudley                   | 3                                     | 7           | 6           | 7           |  |  |                          |                          |                          |                          |                  |                  |               |   |   | E Flaquer M de Gomar | E Flaquer M de Gomar | E Flaquer M de Gomar  | E Flaquer M de Gomar  | 10                    | 6                     | 6           |   |   |                  |                  |                  |                  |                  |                  |                  |  |
|  | AE Browne EBN Taylor                     | AE Browne EBN Taylor                     | AE Browne EBN Taylor                     | AE Browne EBN Taylor                  | 12          | 2           | 4           |  |  |                          |                          |                          |                          |                  |                  |               |   |   |                      |                      | A Ingram JC Masterman | A Ingram JC Masterman | A Ingram JC Masterman | A Ingram JC Masterman | 8           | 3 | 3 |                  |                  |                  |                  |                  |                  |                  |  |
|  | FP Down Humphrey Milford                 | FP Down Humphrey Milford                 | FP Down Humphrey Milford                 | FP Down Humphrey Milford              | 14          | 6           | 6           |  |  | FP Down H Milford        | FP Down H Milford        | FP Down H Milford        | FP Down H Milford        | 3                | 3                | 5             |   |   |                      |                      |                       |                       |                       |                       |             |   |   |                  |                  |                  |                  |                  |                  |                  |  |
|  | BE Henty Bill Swinden                    | BE Henty Bill Swinden                    | BE Henty Bill Swinden                    | BE Henty Bill Swinden                 | 1           | 1           | 4           |  |  | R Dash RD Poland         | R Dash RD Poland         | R Dash RD Poland         | R Dash RD Poland         | 6                | 6                | 7             |   |   |                      |                      |                       |                       |                       |                       |             |   |   |                  |                  |                  |                  |                  |                  |                  |  |
|  | Royden Dash Roy Poland                   | Royden Dash Roy Poland                   | Royden Dash Roy Poland                   | Royden Dash Roy Poland                | 6           | 6           | 6           |  |  |                          |                          |                          |                          |                  |                  |               |   |   | R Dash R Poland      | R Dash R Poland      | 4                     | 2                     | 6                     | 6                     | 3           |   |   |                  |                  |                  |                  |                  |                  |                  |  |
|  | Monty Temple GTC Watt                    | Monty Temple GTC Watt                    | Monty Temple GTC Watt                    | 3                                     | 7           | 1           | 3           |  |  |                          |                          | A Ingram JC Masterman    | A Ingram JC Masterman    | 6                | 6                | 4             | 1 | 6 |                      |                      |                       |                       |                       |                       |             |   |   |                  |                  |                  |                  |                  |                  |                  |  |
|  | Alfred Ingram John Cecil Masterman       | Alfred Ingram John Cecil Masterman       | Alfred Ingram John Cecil Masterman       | 6                                     | 5           | 6           | 6           |  |  | A Ingram JC Masterman    | A Ingram JC Masterman    | A Ingram JC Masterman    | A Ingram JC Masterman    | 7                | 6                | 6             |   |   |                      |                      |                       |                       |                       |                       |             |   |   |                  |                  |                  |                  |                  |                  |                  |  |
|  | HA Carless CP Luck                       | HA Carless CP Luck                       | HA Carless CP Luck                       | 6                                     | 6           | 2           | 9           |  |  | HA Carless CP Luck       | HA Carless CP Luck       | HA Carless CP Luck       | HA Carless CP Luck       | 5                | 3                | 3             |   |   |                      |                      |                       |                       |                       |                       |             |   |   |                  |                  |                  |                  |                  |                  |                  |  |
|  | Eliot Crawshay-Williams Royden Wilkinson | Eliot Crawshay-Williams Royden Wilkinson | Eliot Crawshay-Williams Royden Wilkinson | 4                                     | 3           | 6           | 7           |  |  |                          |                          |                          |                          |                  |                  |               |   |   |                      |                      |                       |                       |                       |                       |             |   |   |                  |                  |                  |                  |                  |                  |                  |  |

##### Sezione 4
|  | Primo turno                        | Primo turno                        | Primo turno                        | Primo turno                        | Primo turno | Primo turno | Primo turno |  |  | Secondo turno         | Secondo turno         | Secondo turno         | Secondo turno         | Secondo turno       | Secondo turno       | Secondo turno |   |   | Terzo turno         | Terzo turno         | Terzo turno         | Terzo turno         | Terzo turno | Terzo turno | Terzo turno |   |   | Quarti di finale | Quarti di finale | Quarti di finale | Quarti di finale | Quarti di finale | Quarti di finale | Quarti di finale |  |
|  |                                    |                                    |                                    |                                    |             |             |             |  |  |                       |                       |                       |                       |                     |                     |               |   |   |                     |                     |                     |                     |             |             |             |   |   |                  |                  |                  |                  |                  |                  |                  |  |
|  | Frank Hunter Vincent Richards      | Frank Hunter Vincent Richards      | Frank Hunter Vincent Richards      | Frank Hunter Vincent Richards      | 6           | 6           | 7           |  |  |                       |                       |                       |                       |                     |                     |               |   |   |                     |                     |                     |                     |             |             |             |   |   |                  |                  |                  |                  |                  |                  |                  |  |
|  | RG Bernard DM Evans                | RG Bernard DM Evans                | RG Bernard DM Evans                | RG Bernard DM Evans                | 2           | 3           | 5           |  |  | F Hunter V Richards   | F Hunter V Richards   | F Hunter V Richards   | F Hunter V Richards   | 6                   | 9                   | 6             |   |   |                     |                     |                     |                     |             |             |             |   |   |                  |                  |                  |                  |                  |                  |                  |  |
|  | Syed Mohammad Hadi Donald Rutnam   | Syed Mohammad Hadi Donald Rutnam   | Syed Mohammad Hadi Donald Rutnam   | Syed Mohammad Hadi Donald Rutnam   | 6           | 6           | 6           |  |  | SM Hadi D Rutnam      | SM Hadi D Rutnam      | SM Hadi D Rutnam      | SM Hadi D Rutnam      | 4                   | 7                   | 4             |   |   |                     |                     |                     |                     |             |             |             |   |   |                  |                  |                  |                  |                  |                  |                  |  |
|  | JP Carleton Hector Fisher          | JP Carleton Hector Fisher          | JP Carleton Hector Fisher          | JP Carleton Hector Fisher          | 2           | 4           | 4           |  |  |                       |                       |                       |                       |                     |                     |               |   |   | F Hunter V Richards | F Hunter V Richards | F Hunter V Richards | F Hunter V Richards | 6           | 6           | 6           |   |   |                  |                  |                  |                  |                  |                  |                  |  |
|  | Brian Helmore Teddy Higgs          | Brian Helmore Teddy Higgs          | Brian Helmore Teddy Higgs          | 2                                  | 6           | 6           | 9           |  |  |                       |                       | B Helmore E Higgs     | B Helmore E Higgs     | B Helmore E Higgs   | B Helmore E Higgs   | 4             | 4 | 1 |                     |                     |                     |                     |             |             |             |   |   |                  |                  |                  |                  |                  |                  |                  |  |
|  | DM Field N Field                   | DM Field N Field                   | DM Field N Field                   | 6                                  | 2           | 2           | 7           |  |  | B Helmore E Higgs     | B Helmore E Higgs     | B Helmore E Higgs     | B Helmore E Higgs     | 6                   | 6                   | 6             |   |   |                     |                     |                     |                     |             |             |             |   |   |                  |                  |                  |                  |                  |                  |                  |  |
|  | EO Anderson GP Sayers              | EO Anderson GP Sayers              | 6                                  | 4                                  | 2           | 6           | 6           |  |  | EO Anderson GP Sayers | EO Anderson GP Sayers | EO Anderson GP Sayers | EO Anderson GP Sayers | 4                   | 4                   | 4             |   |   |                     |                     |                     |                     |             |             |             |   |   |                  |                  |                  |                  |                  |                  |                  |  |
|  | AW Davson EJ Harrison              | AW Davson EJ Harrison              | 2                                  | 6                                  | 6           | 4           | 3           |  |  |                       |                       |                       |                       |                     |                     |               |   |   | F Hunter V Richards | F Hunter V Richards | 3                   | 4                   | 6           | 6           | 4           |   |   |                  |                  |                  |                  |                  |                  |                  |  |
|  | Clive Branfoot Douglas Watson      | Clive Branfoot Douglas Watson      | Clive Branfoot Douglas Watson      | Clive Branfoot Douglas Watson      | 6           | 6           | 6           |  |  |                       |                       |                       |                       |                     |                     |               |   |   |                     |                     | J Borotra R Lacoste | J Borotra R Lacoste | 6           | 6           | 2           | 4 | 6 |                  |                  |                  |                  |                  |                  |                  |  |
|  | P Marsden Clinton McIlquham        | P Marsden Clinton McIlquham        | P Marsden Clinton McIlquham        | P Marsden Clinton McIlquham        | 2           | 2           | 2           |  |  | C Branfoot D Watson   | C Branfoot D Watson   | C Branfoot D Watson   | C Branfoot D Watson   | 6                   | 6                   | 8             |   |   |                     |                     |                     |                     |             |             |             |   |   |                  |                  |                  |                  |                  |                  |                  |  |
|  | Vincent Burr Ulysses Williams      | Vincent Burr Ulysses Williams      | Vincent Burr Ulysses Williams      | Vincent Burr Ulysses Williams      | 6           | 6           | 6           |  |  | V Burr U Williams     | V Burr U Williams     | V Burr U Williams     | V Burr U Williams     | 3                   | 3                   | 6             |   |   |                     |                     |                     |                     |             |             |             |   |   |                  |                  |                  |                  |                  |                  |                  |  |
|  | Carl-Erik von Braun Henning Larsen | Carl-Erik von Braun Henning Larsen | Carl-Erik von Braun Henning Larsen | Carl-Erik von Braun Henning Larsen | 1           | 1           | 3           |  |  |                       |                       |                       |                       |                     |                     |               |   |   | C Branfoot D Watson | C Branfoot D Watson | C Branfoot D Watson | C Branfoot D Watson | 2           | 2           | 2           |   |   |                  |                  |                  |                  |                  |                  |                  |  |
|  | Jean Borotra René Lacoste          | Jean Borotra René Lacoste          | Jean Borotra René Lacoste          | 6                                  | 6           | 7           | 8           |  |  |                       |                       | J Borotra R Lacoste   | J Borotra R Lacoste   | J Borotra R Lacoste | J Borotra R Lacoste | 6             | 6 | 6 |                     |                     |                     |                     |             |             |             |   |   |                  |                  |                  |                  |                  |                  |                  |  |
|  | Alex Blair Pat Spence              | Alex Blair Pat Spence              | Alex Blair Pat Spence              | 3                                  | 3           | 9           | 6           |  |  | J Borotra R Lacoste   | J Borotra R Lacoste   | J Borotra R Lacoste   | J Borotra R Lacoste   | 14                  | 6                   | 6             |   |   |                     |                     |                     |                     |             |             |             |   |   |                  |                  |                  |                  |                  |                  |                  |  |
|  | Arthur Belgrave Gordon Crole-Rees  | Arthur Belgrave Gordon Crole-Rees  | Arthur Belgrave Gordon Crole-Rees  | Arthur Belgrave Gordon Crole-Rees  | 1           | 3           | 5           |  |  | FRL Crawford F Fisher | FRL Crawford F Fisher | FRL Crawford F Fisher | FRL Crawford F Fisher | 12                  | 4                   | 2             |   |   |                     |                     |                     |                     |             |             |             |   |   |                  |                  |                  |                  |                  |                  |                  |  |
|  | Leighton Crawford Frank Fisher     | Leighton Crawford Frank Fisher     | Leighton Crawford Frank Fisher     | Leighton Crawford Frank Fisher     | 6           | 6           | 7           |  |  |                       |                       |                       |                       |                     |                     |               |   |   |                     |                     |                     |                     |             |             |             |   |   |                  |                  |                  |                  |                  |                  |                  |  |